# إيفيلين ونايت
إيفيلين ونايت (بالإنجليزية: Evelyn Knight)‏ هي مغنية أمريكية، ولدت في 31 ديسمبر 1917 في Reedville, Virginia ‏ في الولايات المتحدة، وتوفيت في 28 سبتمبر 2007 في سان خوسيه في الولايات المتحدة بسبب سرطان الرئة.

## وصلات خارجية
- إيفيلين ونايت على موقع IMDb (الإنجليزية)
- إيفيلين ونايت على موقع ميوزك برينز (الإنجليزية)
- إيفيلين ونايت على موقع ديسكوغز (الإنجليزية)
- إيفيلين ونايت على موقع قاعدة بيانات الفيلم (الإنجليزية)